# Heinrich Hahne
Heinrich Hahne (* 30. April 1911 in Gelsenkirchen; † 1996 in Wuppertal) war ein deutscher Lehrer, Kunstkritiker, Publizist und Schriftsteller.

## Leben
Seine Jugend verbrachte er im Sauerland und erhielt das Zeugnis der Reife in Emmerich. Er studierte an Hochschulen in Köln, München, Kiel und Berlin, wo er bei Nicolai Hartmann promovierte. Danach legte er in Prag sein Staatsexamen ab. Im Zweiten Weltkrieg war er fünf Jahre Soldat.
Hahne wurde nach dem Krieg Lehrer und ging seinem Brotberuf an Schulen in Lippstadt und Meschede nach. Von 1953 bis zu seiner Pensionierung unterrichtete er am Carl-Duisberg-Gymnasium in Wuppertal-Oberbarmen.
Der Philologe und Philosoph betätigte sich schriftstellerisch und publizistisch. Er schrieb für deutsche Zeitungen, wie die Frankfurter Allgemeine Zeitung, Feuilletons, Biographien und Reisenotizen. Besonders betätigte er sich als Theater-, Ausstellungs- und Kunstkritiker. In zwei seiner Buchveröffentlichungen verarbeitete er sein Paukerdasein als Lehrer.

## Veröffentlichungen
(Auswahl)
- Hinsichten auf Sammelausstellungen und auf einzelne Künstler. Staats 1998, 859 Seiten
- Kunst und Künstler – Reden und Aufsätze. Verlag Fr. Staats, Wuppertal 1976.
- Wort + Bild – 100 Künstler in der Kritik. Wienand Verlag Köln 1990, ISBN 3-87909-217-6.
- Letzte Reisen – Auf vertrauten Wegen zu bevorzugten Zielen. hrsg. von Susanne Hahne, Verlag Fr. Staats, Wuppertal 1996, ISBN 3-87770